# 37 (число)
Вижте пояснителната страница за други значения на 37.
Трийсет и седем (също и тридесет и седем) е естествено число, предхождано от трийсет и шест и следвано от трийсет и осем. С арабски цифри се записва 37, а с римски – XXXVII. Числото 37 е съставено от две цифри от позиционните бройни системи – 3 (три) и 7 (седем).

## Математика
- 37 е нечетно число.
- 37 е просто число.
- 37 е пермутационно просто число.
- 37 е безквадратно число.
- Всяко естествено число може да бъде представено като сбор на най-много 37 пети степени (виж Проблем на Уоринг).
- 37 и 38 са първата двойка поредни естествени числа, които не се делят на някое от числата си.
- 37 е третото просто число (след 2 и 23), което няма прости числа близнаци (35 и 39 не са прости).

## Други факти
- 37 е атомният номер на елемента рубидий.
- 37-ият ден от годината е 6 февруари.
- Нормалната температура на човешкото тяло е 37 °C.
- 37 са секторите в европейския вариант на играта рулетка (числата от 1 до 36 и 0).